# 333171 Chris
333171 Chris è un asteroide della fascia principale esterna. Scoperto nel 2005, presenta un'orbita caratterizzata da un semiasse maggiore pari a 3,970796 UA e da un'eccentricità di 0,098085, inclinata di 3,161997° rispetto all'eclittica.
Fa parte della famiglia di asteroidi Schubart, all'interno del gruppo dinamico Hilda, che si trova in risonanza 2:3 col pianeta Giove.
Christopher D. Norman è un membro americano del team di Guida, Navigazione e Controllo, nonché responsabile delle operazioni di ripresa per la missione di ritorno di campioni di asteroidi OSIRIS-REx. Ha contribuito allo sviluppo del sistema di navigazione autonomo Natural Feature Tracking che ha portato la sonda sulla superficie di Bennu.